# What They Say
A What They Say (magyarul: Amit mondanak) Victor Vernicos görög énekes dala, mellyel Görögországot képviselte a 2023-as Eurovíziós Dalfesztiválon Liverpoolban. A dal belső kiválasztás során nyerte el a dalversenyen való indulás jogát.

## Eurovíziós Dalfesztivál
2023. január 30-án az Ellinikí Radiofonía Tileórasi műsorszolgáltató bejelentette, hogy az énekes képviseli Görögországot az Eurovíziós Dalfesztiválon. Versenydalát 2023. március 12-én mutatták be.
A dalt először a május 11-én rendezett második elődöntőben fellépési sorrendben nyolcadikként adta elő az Izlandot képviselő Diljá Power című dala után és a Lengyelországot képviselő Blanka Solo című dala előtt. Az elődöntőben a nézői szavazatok pontjai alapján nem került be a dal a május 13-án megrendezésre került döntőbe.
A következő görög induló Marina Satti Zari című dala volt a 2024-es Eurovíziós Dalfesztiválon.

### Kapott pontok
Második elődöntő
| Szavazat | Össz | Szavazó országok | Szavazó országok | Szavazó országok | Szavazó országok | Szavazó országok | Szavazó országok | Szavazó országok | Szavazó országok | Szavazó országok | Szavazó országok | Szavazó országok | Szavazó országok | Szavazó országok | Szavazó országok | Szavazó országok | Szavazó országok   | Szavazó országok | Szavazó országok | Szavazó országok    |
| Szavazat | Össz | Dánia            | Örményország     | Románia          | Észtország       | Belgium          | Ciprus           | Izland           | Lengyelország    | Szlovénia        | Grúzia           | San Marino       | Ausztria         | Albánia          | Litvánia         | Ausztrália       | Egyesült Királyság | Spanyolország    | Ukrajna          | A Világ többi része |
| -------- | ---- | ---------------- | ---------------- | ---------------- | ---------------- | ---------------- | ---------------- | ---------------- | ---------------- | ---------------- | ---------------- | ---------------- | ---------------- | ---------------- | ---------------- | ---------------- | ------------------ | ---------------- | ---------------- | ------------------- |
| Nézők    | 14   |                  | 2                |                  |                  |                  | 12               |                  |                  |                  |                  |                  |                  |                  |                  |                  |                    |                  |                  |                     |

## Galéria

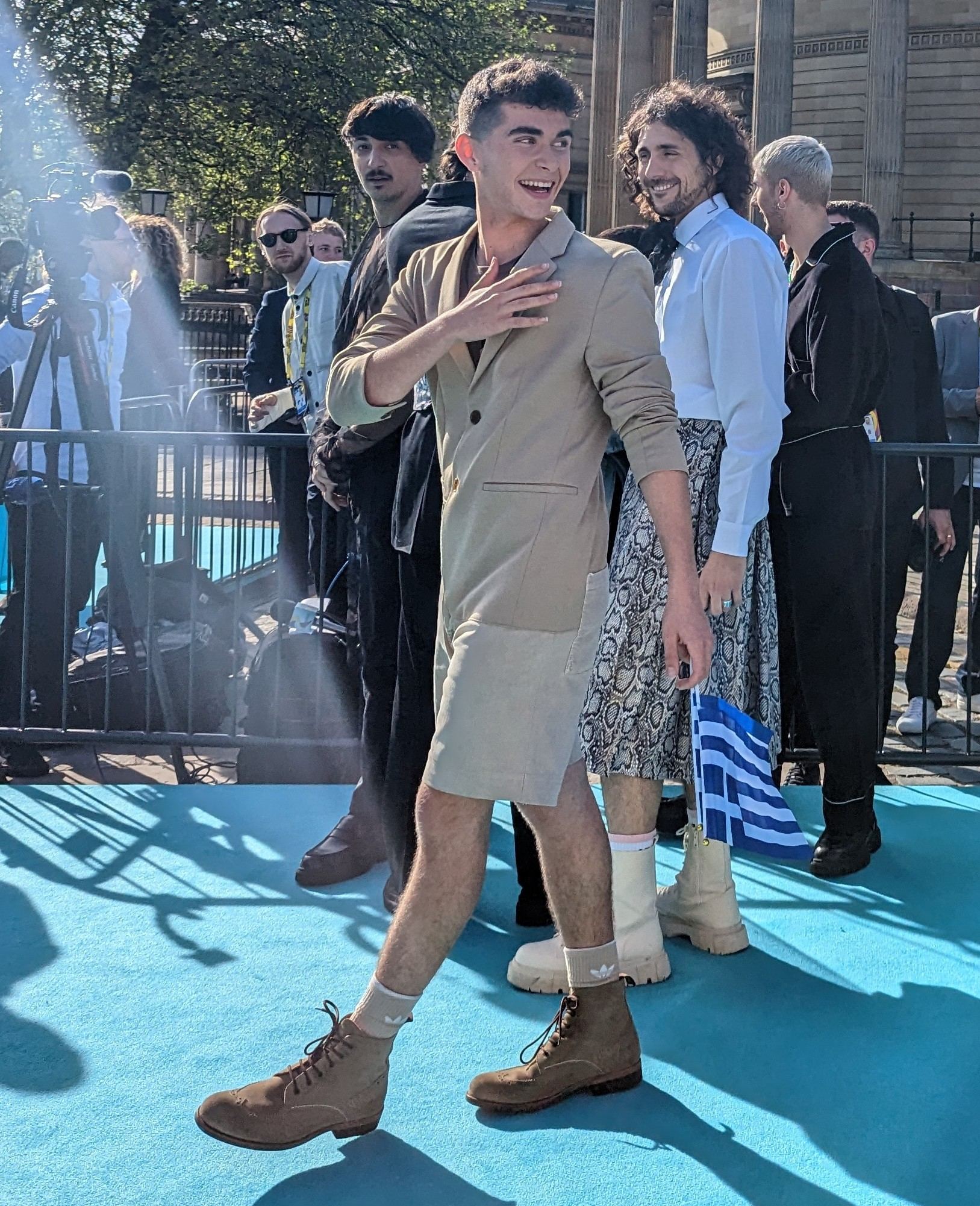
A megnyitóünnepségen
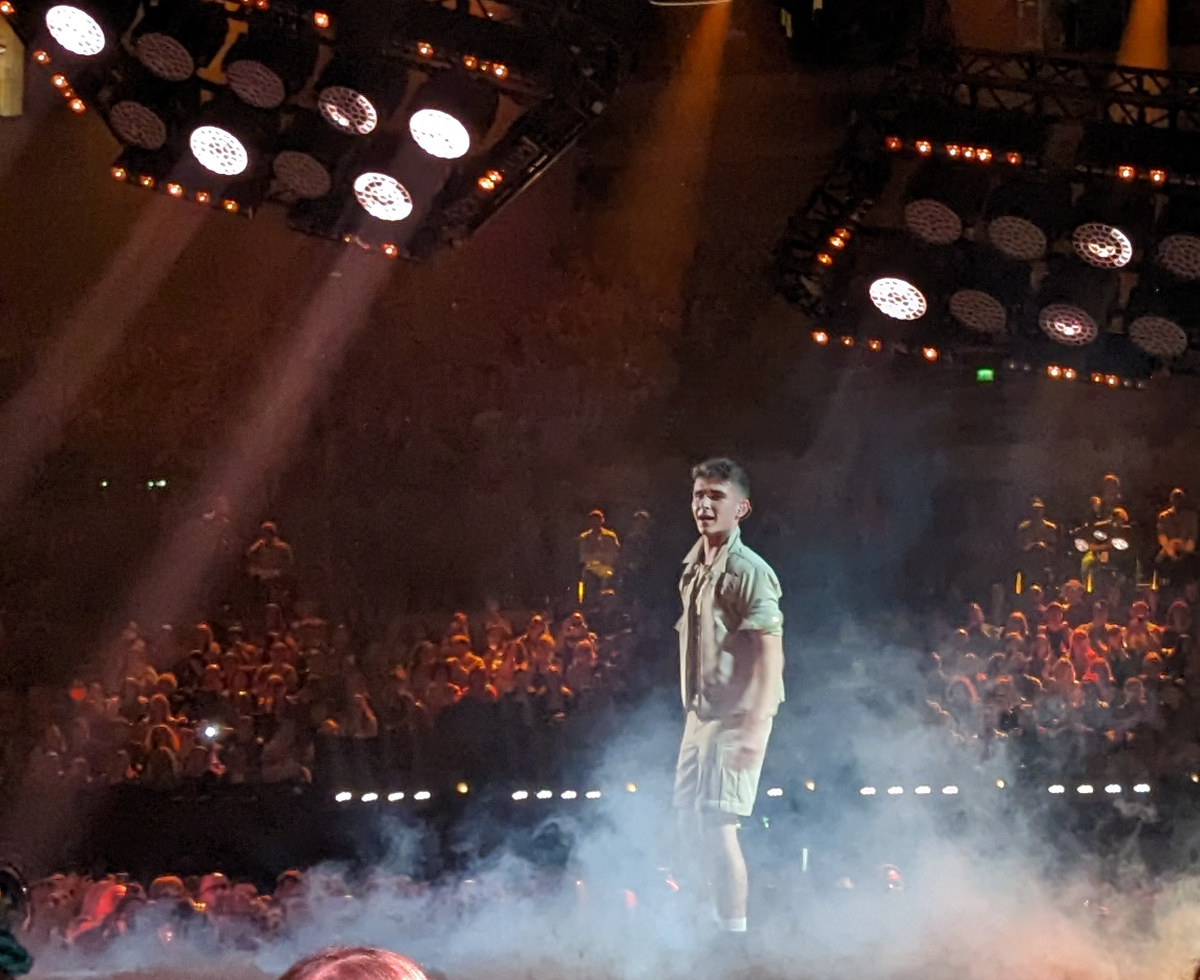
Az elődöntőben